# Второй дивизион чемпионата мира по хоккею с шайбой среди юниорских команд 2024 (женщины)
Чемпионат мира по хоккею с шайбой среди женских юниорских команд 2024 года во II-м дивизионе — спортивное соревнование по хоккею с шайбой под эгидой ИИХФ, которое должно пройти с 15 по 21 января в городе Херенвене Нидерланды в группе А и в городе Софии Болгария в группе В с 8 по 14 января.

## Регламент
- По итогам турнира в группе А: команда, занявшая первое место получит право играть в первом дивизионе чемпионата мира 2025 года, а команда, которая займёт последнее место, перейдёт в группу B.
- По итогам турнира в группе B: команда, которая займёт первое место, переходит в группу А второго дивизиона чемпионата мира 2025 года.

## Итоги

### Группа A
- Сборная Китая вышла в группу В первого дивизиона чемпионата мира 2025 года
- Сборная Турции выбыла в группу В второго дивизиона чемпионата мира 2025 года.

### Группа B
- Сборная Новой Зеландии вышла в группу А второго дивизиона чемпионата мира 2025 года.

## Участвующие команды
В чемпионате приняли участие 12 национальных команд — семь из Европы, две из Азии, одна из Океании и две из Северной Америки. Сборная Китая пришла из первого дивизиона, а остальные пришли с прошлогоднего турнира второго дивизиона.

### Группа А
| Сборная        | Квалификация                                                                    |
| -------------- | ------------------------------------------------------------------------------- |
| Китай          | Снялась с турнира группы В первого дивизиона                                    |
| Латвия         | Заняла 2-е место в группе А второго дивизионе в прошлом году                    |
| Нидерланды     | Хозяева, заняла 3-е место в группе А второго дивизионе в прошлом году           |
| Великобритания | Заняла 4-е место в группе А второго дивизионе в прошлом году                    |
| Турция         | Заняла 5-е место в группе А второго дивизионе в прошлом году                    |
| Казахстан      | Заняла 1-е место в группе В второго дивизиона и поднялась оттуда в прошлом году |

### Группа В
| Сборная        | Квалификация                                                                 |
| -------------- | ---------------------------------------------------------------------------- |
| Мексика        | Заняла 6-е место в группе А второго дивизиона и выбыла оттуда в прошлом году |
| Бельгия        | Заняла 2-е место в группе B второго дивизиона в прошлом году                 |
| Исландия       | Заняла 3-е место в группе B второго дивизиона в прошлом году                 |
| Новая Зеландия | Заняла 4-е место в группе B второго дивизиона в прошлом году                 |
| Болгария       | Хозяева, заняла 5-е место в группе B второго дивизиона в прошлом году        |
| ЮАР            | Участвует впервые                                                            |

## Группа А

### Таблица
|  | Команда, выходящая в группу B первого дивизиона чемпионата мира 2025 года  |
|  | Команда, вылетающая в группу B второго дивизиона чемпионата мира 2025 года |

| М | Сборная        | И | В | ВО | ПО | П | ШЗ | ШП | РШ  | О  |
| - | -------------- | - | - | -- | -- | - | -- | -- | --- | -- |
| 1 | Китай          | 5 | 5 | 0  | 0  | 0 | 48 | 3  | +45 | 15 |
| 2 | Великобритания | 5 | 4 | 0  | 0  | 1 | 22 | 7  | +15 | 12 |
| 3 | Нидерланды     | 5 | 2 | 1  | 0  | 2 | 19 | 29 | -10 | 8  |
| 4 | Латвия         | 5 | 2 | 0  | 1  | 2 | 10 | 13 | -3  | 7  |
| 5 | Казахстан      | 5 | 1 | 0  | 0  | 4 | 11 | 20 | -9  | 3  |
| 6 | Турция         | 5 | 0 | 0  | 0  | 5 | 0  | 38 | -38 | 0  |

## Группа В

### Таблица
|  | Команда, выходящая в группу А второго дивизиона чемпионата мира 2025 года |

| М | Сборная        | И | В | ВО | ПО | П | ШЗ | ШП | РШ  | О  |
| - | -------------- | - | - | -- | -- | - | -- | -- | --- | -- |
| 1 | Новая Зеландия | 5 | 4 | 0  | 0  | 1 | 33 | 9  | +24 | 12 |
| 2 | Исландия       | 5 | 4 | 0  | 0  | 1 | 33 | 6  | +27 | 12 |
| 3 | Бельгия        | 5 | 3 | 1  | 0  | 1 | 23 | 5  | +18 | 11 |
| 4 | Мексика        | 5 | 2 | 0  | 0  | 3 | 21 | 10 | +11 | 6  |
| 5 | Болгария       | 5 | 1 | 0  | 1  | 3 | 19 | 15 | +4  | 4  |
| 6 | ЮАР            | 5 | 0 | 0  | 0  | 5 | 1  | 85 | -84 | 0  |